# AZS Częstochowa
Maillots
Le Wkręt-Met AZS Częstochowa était un club professionnel de volley-ball masculin polonais fondé le 8 mars 1945, comme section volley-ball masculin du club omnisports (Klub Uczelniany Akademickiego Związku Sportowego w Częstochowie), basé à Częstochowa et évoluant au plus haut niveau national (Polska Liga Siatkówki - PLS).

## Historique
- AZS Częstochowa (1945 - 1992)
- AZS Yawal Częstochowa (1992 - 1997) et (1998 - 1999)
- Yawal AZS Częstochowa (1997 - 1998)
- Galaxia AZS Bank Częstochowa (1999 - 2003)
- Pamapol AZS Częstochowa (2003 - 2004)
- Pamapol Domex AZS Częstochowa (2004 - 2005)
- Wkręt-Met Domex AZS Częstochowa (2005 - 2008)
- Domex Tytan AZS Częstochowa (2008-2012)

## Entraîneurs
- 1977-1992 :  Stanisław Gościniak
- 1992-1993 :  Edward Skorek
- 1993-1998 :  Stanisław Gościniak
- 1998-2000 :  Maciej Jarosz
- 2000-2001 :  Stanisław Gościniak
- 2001-3 juin 2002 :  Ireneusz Mazur
- 4 juin 2002-2 févr. 2003 :  Stanisław Gościniak
- 3 févr. 2003-juil. 2006 :  Edward Skorek
- 1er août 2006-26 avr. 2007 :  Harry Brokking
- 27 avr. 2007-1er juin 2009 :  Radosław Panas
- 1er juin 2009-28 mai 2010 :  Grzegorz Wagner
- 28 mai 2010-29 déc. 2014 :  Marek Kardos
- 29 déc. 2014-5 août 2017 :  Michał Bąkiewicz
- 5 août 2017-1er juil. 2018 :  Krzysztof Stelmach
- 13 juil. 2018-25 nov. 2018 :  Sinan Cem Tanık
- 26 nov. 2018- :  Piotr Łuka

## Palmarès
- Championnat de Pologne (6)
  - Vainqueur : 1990, 1993, 1994, 1995, 1997, 1999
  - Finaliste : 1991, 1992, 2000, 2001, 2002, 2008
- Coupe de Pologne (2)
  - Vainqueur : 1998, 2008
- Supercoupe de Pologne (1)
  - Vainqueur : 1995

## Effectif de la saison en cours
Entraîneur : Radoslaw Panas  Pologne (de juin 2006)
| Numéro | Nom                   | Taille | Nationalité |
| 1      | Bartosz Gawryszewski  | 2,01   | Pologne     |
| 2      | Krzysztof Gierczyński | 1,93   | Pologne     |
| 3      | Piotr Gacek           | 1,85   | Pologne     |
| 4      | Piotr Nowakowski      | 2,05   | Pologne     |
| 6      | Marcin Wika           | 1,94   | Pologne     |
| 7      | Paweł Woicki          | 1,82   | Pologne     |
| 9      | Adrian Patucha        | 1,93   | Pologne     |
| 11     | Brook Billings        | 1,96   | États-Unis  |
| 15     | Michał Żuk            | 1,96   | Pologne     |
| 13     | Andrzej Stelmach      | 2,00   | Pologne     |
| 15     | Phillip Eatherton     | 2,07   | États-Unis  |
| 18     | Robert Szczerbaniuk   | 2,00   | Pologne     |

## Joueurs majeurs
- Arkadiusz Golas  Pologne (central, 2,00 m)